# Distretto della Bačka Meridionale

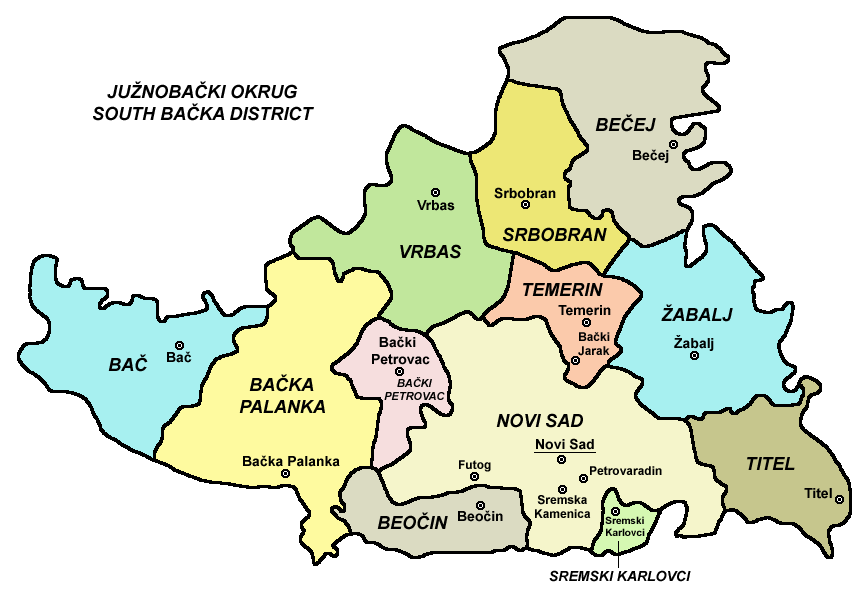
I comuni del Distretto della Bačka Meridionale

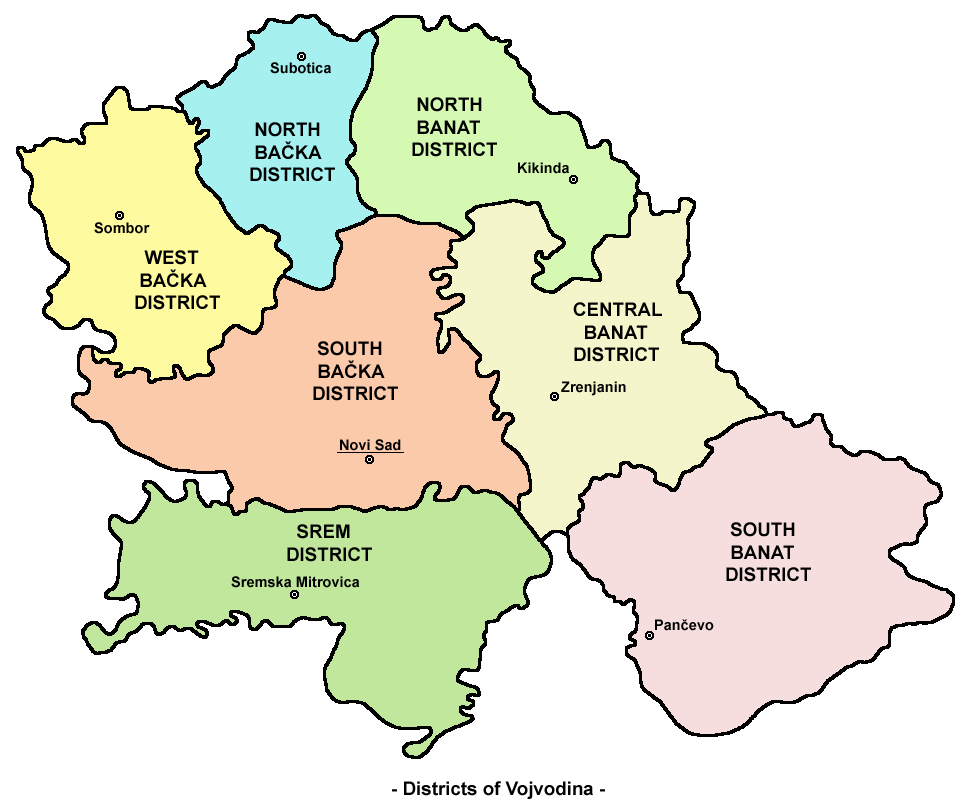
Distretto della Bačka Meridionale nella Vojvodina

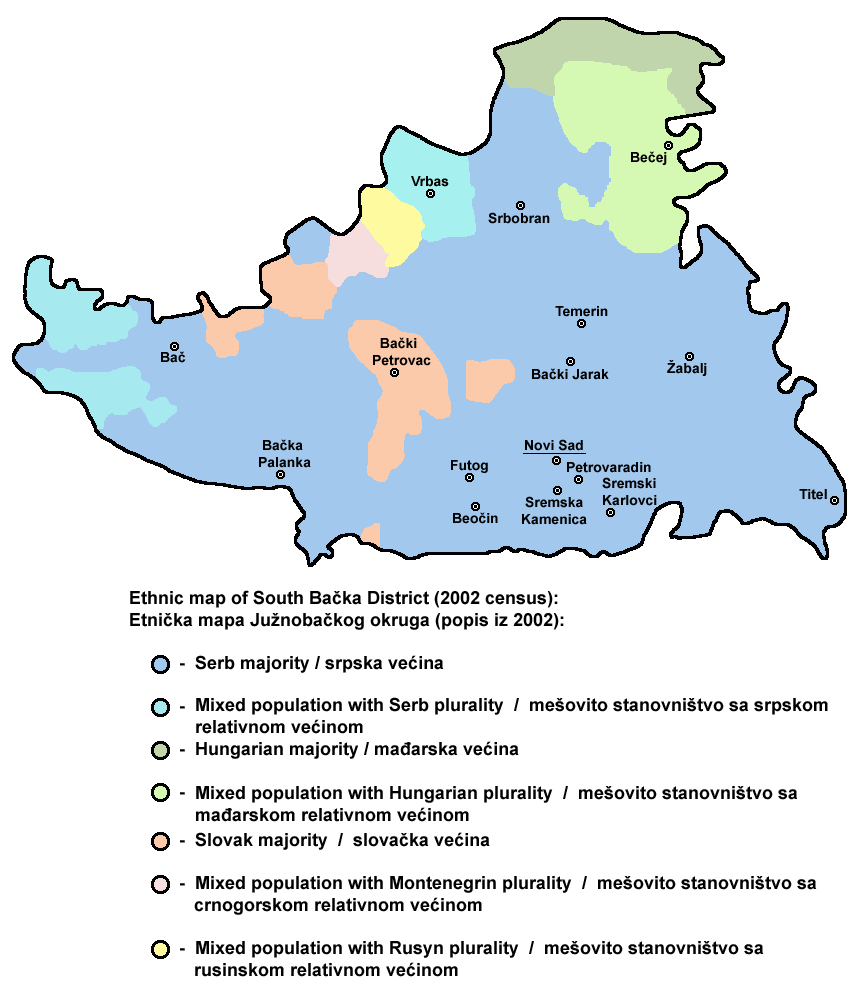
Mappa delle etnie del Distretto

Il distretto della Bačka Meridionale (in serbo Јужнобачки округ?, Južnobački okrug, in ungherese Dél Bácskai Körzet, in croato Južnobački okrug, in slovacco Juhobáčsky okres, in romeno Districtul Bacica de Sud) è un distretto della Voivodina, nel Nord della Serbia.

## Comuni
Il distretto si divide in undici comuni:
- Srbobran
- Bač
- Bečej
- Vrbas
- Bačka Palanka
- Bački Petrovac
- Žabalj
- Titel
- Temerin
- Beočin
- Sremski Karlovci

La città di Novi Sad si divide a sua volta in due comuni:
- Novi Sad
- Petrovaradin

## Insediamenti
| Insediamento     | Popolazione (Censimento 2002) | Popolazione (Censimento 2011) |
| ---------------- | ----------------------------- | ----------------------------- |
| Novi Sad         | 191 405                       | 250 439                       |
| Bačka Palanka    | 29 449                        | 28 239                        |
| Vrbas            | 25 907                        | 24 112                        |
| Bečej            | 25 774                        | 23 895                        |
| Temerin          | 19 216                        | 19 661                        |
| Futog            | 18 582                        | 18 641                        |
| Veternik         | 18 626                        | 17 454                        |
| Petrovaradin     | 13 973                        | 14 810                        |
| Sremska Kamenica | 11 205                        | 12 273                        |
| Srbobran         | 13 091                        | 12 009                        |
| Kać              | 11 166                        | 11 740                        |